# Bolko I opolski

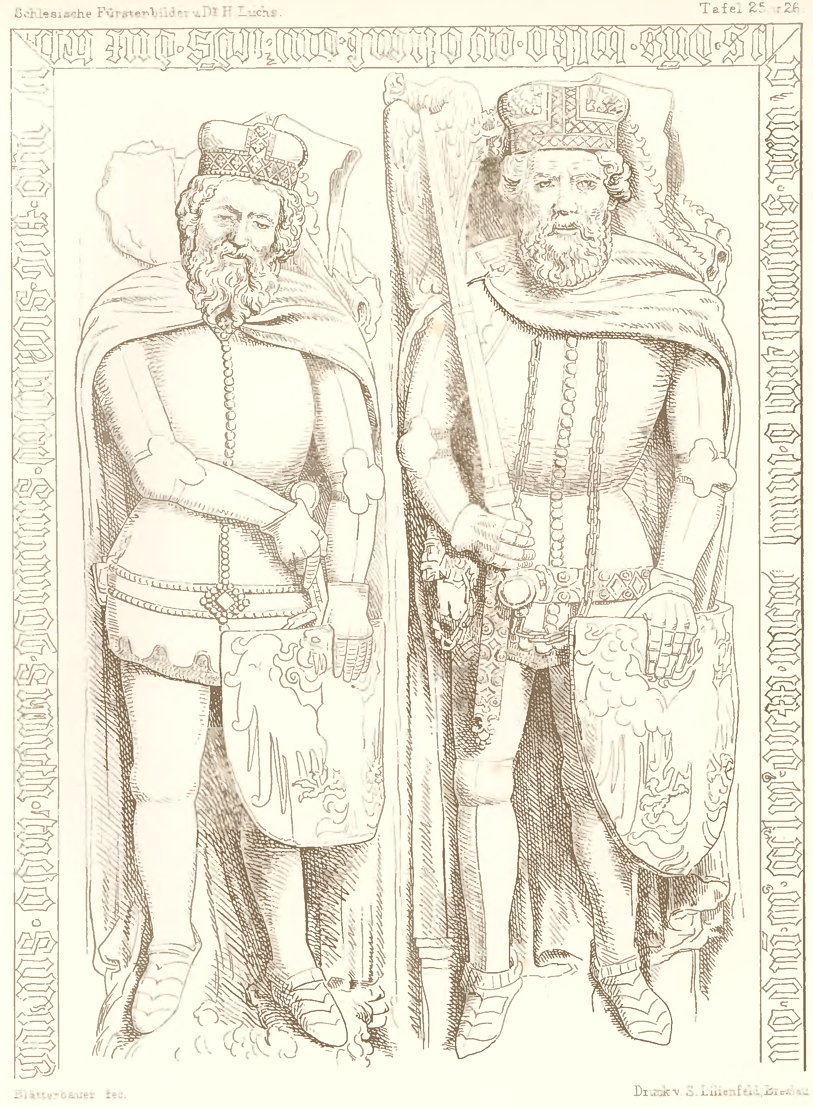
Tumba Bolka I i jego syna Bolka II, znajdująca się w kaplicy św. Anny w Kościele Świętej Trójcy w Opolu

Bolko (Bolesław) I opolski (ur. pomiędzy 1254 a 1258, zm. 14 maja 1313 roku) – od 1277 roku koregent w księstwie opolsko-raciborskim, od 1281/1282 z bratem Kazimierzem w wyniku podziału w Opolu i Bytomiu, od 1284 samodzielny książę opolski, niemodliński i strzelecki, w latach 1291–1305 lennik czeski Wacława II.

## Życiorys
Bolko I był trzecim pod względem starszeństwa synem Władysława opolskiego i Eufemii. Nie wiadomo, kiedy dokładnie się urodził, w każdym razie jeszcze za życia ojca został od 1277 roku współwładcą księstwa opolsko-raciborskiego. W 1281 lub 1282 roku zmarł Władysław opolski pozostawiając jednolite dotąd księstwo do podziału pomiędzy czterech synów. Początkowo bracia rządzili wspólnie, jednak już w 1282 roku nastąpił podział na mocy którego Bolko, razem ze starszym bratem Kazimierzem otrzymał dzielnicę ze stolicą w Opolu i Bytomiu. Ostatecznie dwa lata później Bolko został samodzielnym księciem opolskim.
Bolko I obrał inną drogę w swoich rządach niż jego bracia (Mieszko cieszyński, Kazimierz bytomski i Przemysław raciborski) ściśle współpracując z księciem wrocławskim Henrykiem IV Probusem. Szczególnie wyraziście ujawniło się to podczas długotrwałego konfliktu Probusa z biskupem wrocławskim Tomaszem II Zarembą, kiedy Bolko I wspierał politykę wrocławskiego Piasta (m.in. w 1283 roku książę opolski wziął udział w zjeździe śląskich władców w biskupiej Nysie, gdzie jak zapisał kronikarz na koszt Tomasza II bawiono się przez kilka dni). W 1287 roku w trwającym konflikcie władzy świeckiej z kościelną Bolko wystąpił z próbą mediacji, co wobec wcześniejszego pełnego zwycięstwa militarnego Henryka IV skończyło się po myśli księcia wrocławskiego.
30 września 1288 zmarł bezpotomnie książę krakowski i sandomierski Leszek Czarny. Z pretensjami do krakowskiego tronu wystąpił początkowo książę płocki Bolesław II i sojusznik Bolka Henryk IV Probus. Więcej atutów militarnych miał początkowo Piast mazowiecki, który korzystając z pomocy książąt kujawskich Władysława Łokietka i Kazimierza łęczyckiego 26 lutego 1289 roku napadł pod Siewierzem w księstwie bytomskim niczego nie spodziewające się oddziały śląskie pod dowództwem Henryka III Głogowczyka, Przemka ścinawskiego i Bolka I Opolskiego, wracające z opanowanego Krakowa (zdobycie stołecznego grodu przez Ślązaków umożliwiło poparcie udzielone przez możnych z Sułkiem z Niedźwiedzia na czele). Bitwa zakończona sromotną klęską wojsk śląskich była, jak na średniowieczne zwyczaje niezwykle krwawa. Zginął w niej książę ścinawski Przemko, zaś Bolko I ciężko ranny dostał się do niewoli Władysława Łokietka, z której powrócił prawie rok później po zapłaceniu dużego okupu. Zwycięstwo pod Siewierzem umożliwiło także księciu kujawskiemu na dość znaczne złupienie władztwa Bolka w odwecie za poparcie udzielone Probusowi.
23 czerwca 1290 roku niespodziewanie zmarł zapewne otruty Henryk IV Probus zostawiając całość swego dziedzictwa do podziału między Henryka III i księcia wielkopolskiego Przemysła II (część historyków skupiona wokół Tomasza Jurka przyjmuje, że w testamencie książę wrocławski i krakowski wyznaczył jako spadkobiercę w Małopolsce nie Przemysła II, a Bolka I). Książę opolski zdecydował się wtedy na sojusz z władcą czeskim Wacławem II. 17 stycznia 1291 roku w Ołomuńcu doszło do podpisania formalnego układu, w którym Bolko I, wraz z braćmi Mieszkiem i Kazimierzem zobowiązali się do udzielenia pomocy zbrojnej przeciwko każdemu wrogowi Przemyślidy. Był to więc hołd lenny – nie wiadomo jednak czy złożony Wacławowi II tylko osobiście, czy jako władcy czeskiemu dziedzicznie (niektórzy historycy przesuwają datę złożenia hołdu na rok 1292). W następnych latach Bolek I wspiera politykę władcy czeskiego w Polsce. W 1292 roku książę opolski brał udział w wyprawie wojennej skierowanej na Sieradz przeciwko Władysławowi Łokietkowi. Ponownie wojna z księciem kujawskim wybuchła w 1296 roku, kiedy Bolko I wsparł zbrojnie Henryka III Głogowczyka, w jego próbie opanowania Wielkopolski.
Polityka ścisłej współpracy z Przemyślidami wkrótce przyniosła Bolkowi I znaczny wzrost znaczenia międzynarodowego. W 1297 roku brał udział w czeskiej koronacji królewskiej swojego protektora, oraz został wyznaczony jako mediator w konflikcie pomiędzy hierarchami duchownymi z Ołomuńca i Wrocławia. Rok później znaczenie księcia opolskiego sięgnęło apogeum, kiedy został wysłany w zastępstwie Wacława II do Moguncji na spotkanie elektorów Rzeszy, na którym reprezentował zdanie Przemyślidy i gdzie wybrano nowym królem Albrechta Habsburga. Bolko I wsparł w tym roku również wyprawę przeciwko zdetronizowanemu królowi Adolfowi z Nassau.
W 1300 roku opolski Piast wziął udział w wyprawie Wacława II do Wielkopolski i jego koronacji królewskiej. Wkrótce po tym za wierną służbę został wynagrodzony stanowiskiem starosty krakowskiego, które z przerwami pełnił przez kilka lat.
Wygaśnięcie w 1306 dynastii Przemyślidów załamały dotychczasową linię polityki Bolka I. Prowadzone z takim rozmachem wcześniejsze stosunki z sąsiadami uległy znacznemu zawężeniu. Korzystając ze śmierci swojego protektora, udało mu się tylko opanować zapewne ziemię wieluńską. Do wielkiej polityki książę opolski próbował powrócić jeszcze w 1311 roku po wybuchu w Krakowie buntu wójta Alberta. Nie wiadomo, czy książę który na zaproszenie mieszczan krakowskich pojawił się w kwietniu następnego roku w stolicy Małopolski działał w swoim własnym interesie, czy tylko jako namiestnik nowego króla czeskiego Jana Luksemburczyka. W każdym razie Bolko I nie mogąc opanować grodu na Wawelu powrócił wkrótce do Opola dokąd zabrał uwięzionego przez siebie przywódcę powstania wójta Alberta. Pogodził się też w końcu z panowaniem w Małopolsce Władysława Łokietka.
W polityce wewnętrznej znamy Bolka I głównie z jego niezwykłej hojności względem instytucji kościelnych. Szczególnie upodobał sobie ufundowany przez siebie klasztor cystersów w Jemielnicy oraz kościół franciszkanów, gdzie kazał wybudować kaplicę św. Anny. Dbał również o rozwój gospodarczy swojego księstwa lokując na prawie niemieckim wiele miejscowości.
Bolko I zmarł 14 maja 1313 roku i został pochowany w Kościele Franciszkanów w Opolu.
Żonaty był z nieznaną bliżej Agnieszką (zdaniem prof. Łeontija Wojtowycza, jego żoną została Grzymisława Wsiewołodóna, córka księcia bełskiego Wsiewołoda Aleksandrowicza) poślubioną około 1280. Z małżeństwa tego doczekał się trzech synów – późniejszych książąt – Bolesława Pierworodnego, Bolka II opolskiego, oraz Alberta strzeleckiego. Z nieznanych powodów dwóch z nich otrzymało imię Bolesław.

## Literatura dodatkowa
- Adam Kłodziński: Bolesław I. W: Polski Słownik Biograficzny. T. 2: Beyzym Jan – Brownsford Marja. Kraków: Polska Akademia Umiejętności – Skład Główny w Księgarniach Gebethnera i Wolffa, 1936, s. 267–269. Reprint: Zakład Narodowy im. Ossolińskich, Kraków 1989, ISBN 83-04-03291-0.